# Mammerstjärnen
Mammerstjärnen är en sjö i Härjedalens kommun i Härjedalen och ingår i Ljusnans huvudavrinningsområde. Sjön har en area på 0,134 kvadratkilometer och ligger 621,1 meter över havet. Sjön avvattnas av vattendraget Mammerån.

## Delavrinningsområde
Mammerstjärnen ingår i det delavrinningsområde (692205-137299) som SMHI kallar för Utloppet av Mammerstjärnen. Medelhöjden är 665 meter över havet och ytan är 1,22 kvadratkilometer. Räknas de 5 avrinningsområdena uppströms in blir den ackumulerade arean 15,46 kvadratkilometer. Mammerån som avvattnar avrinningsområdet har biflödesordning 3, vilket innebär att vattnet flödar genom totalt 3 vattendrag innan det når havet efter 337 kilometer. Avrinningsområdet består mestadels av skog (87 procent). Avrinningsområdet har 0,13 kvadratkilometer vattenytor vilket ger det en sjöprocent på 10,9 procent.